# Source Merlin
Dans les années 1870, avec l’augmentation de sa population, la ville de Bienne cherche de nouvelles sources d’approvisionnement en eau potable. Jusque-là, les besoins de habitants sont couverts par la source des Romains (voisine de l’actuelle Ecole d’ingénieurs). En 1875, elle rachète la Fabrique de pâte de bois de Frinvillier avec sa force motrice et la source Merlin. Craignant pour le niveau de la Suze qui fait tourner ses turbines, la Tréfilerie de Boujean engage une procédure juridique qui s’étale sur sept ans et qu’elle finit par perdre.
La source Merlin prend naissance dans le karst des entrailles de Chasseral (des Prés-d'Orvin à la Montagne de Plagne). Son débit moyen s’élève à 13’000 litres à la minute. Il peut atteindre 300’000 litres par minute en période de fonte des neiges ou d’orages. Elle sourd dans la cluse de Rondchâtel, à quelques centaines de mètres en amont de Frinvillier. Un canal, aménagé partiellement en galerie, amène l’eau en direction de Bienne. Celle-ci est stérilisée avant de pénétrer dans le réservoir situé dans la forêt de Malvaux, d’où elle distribuée dans le réseau urbain. L’avantage de cette solution réside dans le fait que les frais d'exploitation sont extrêmement bas, puisque l’eau coule naturellement de la source au réservoir. A la fin des années 1960, la source Merlin couvre jusqu’à 60 % des débits des robinets de la ville. Cette proportion diminue au fil des années suivantes avec l’exploitation de nouvelles installations (pompage de l’eau du lac dès 1970 et puits profond de Gimmiz, sur la commune de Walperswil, dès 1978).
L’habitat, les exploitations agricoles et les activités de loisirs sur le bassin-versant de la source Merlin exercent une pression constante sur la pureté de ses eaux. Il peut arriver, à certaines périodes, que les eaux de la source ne soient utilisables que quelques jours par mois. En 2004, elle ne fournit plus que 11,6 % des besoins de la ville. A partir de 2005, Energie Service Biel/Bienne renonce à l’utiliser pour l’approvisionnement en eau potable.